# Ажуда (Пенише)
Ажуда (порт. Ajuda) — район (фрегезия) в Португалии, входит в округ Лейрия. Является составной частью муниципалитета Пенише. По старому административному делению входил в провинцию Эштремадура. Входит в экономико-статистический субрегион Оэште, который входит в Центральный регион. Население составляет 8660 человек на 2001 год. Занимает площадь 4,37 км².
Покровителем района считается Дева Мария (порт. Nossa Senhora da Ajuda).